# Jaśkowice Legnickie
Jaśkowice Legnickie (niem. Jeschkendorf) – wieś w Polsce położona w województwie dolnośląskim, w powiecie legnickim, w gminie Kunice.

## Podział administracyjny
W latach 1975–1998 miejscowość administracyjnie należała do województwa legnickiego.

## Geografia
Wieś położona jest w odległości 11 km na wschód od granic administracyjnych Legnicy oraz 52 km na zachód od Wrocławia, na północno-wschodnim brzegu Jeziora Jaśkowickiego.

## Nazwa
Nazwa należy do grupy nazw patronomicznych i pochodzi od staropolskiego imienia Jaśko derywatu imienia założyciela miejscowości Jana. Niemiecki językoznawca Heinrich Adamy w swoim dziele o nazwach miejscowości na Śląsku wydanym w 1888 roku we Wrocławiu wymienia jako najstarszą zanotowaną nazwę miejscowości Jeroslawice mylnie podając jej znaczenie "Dorf des Jaśko (Jakob)" czyli po polsku "Wieś Jaśka, Jakuba".

## Historia

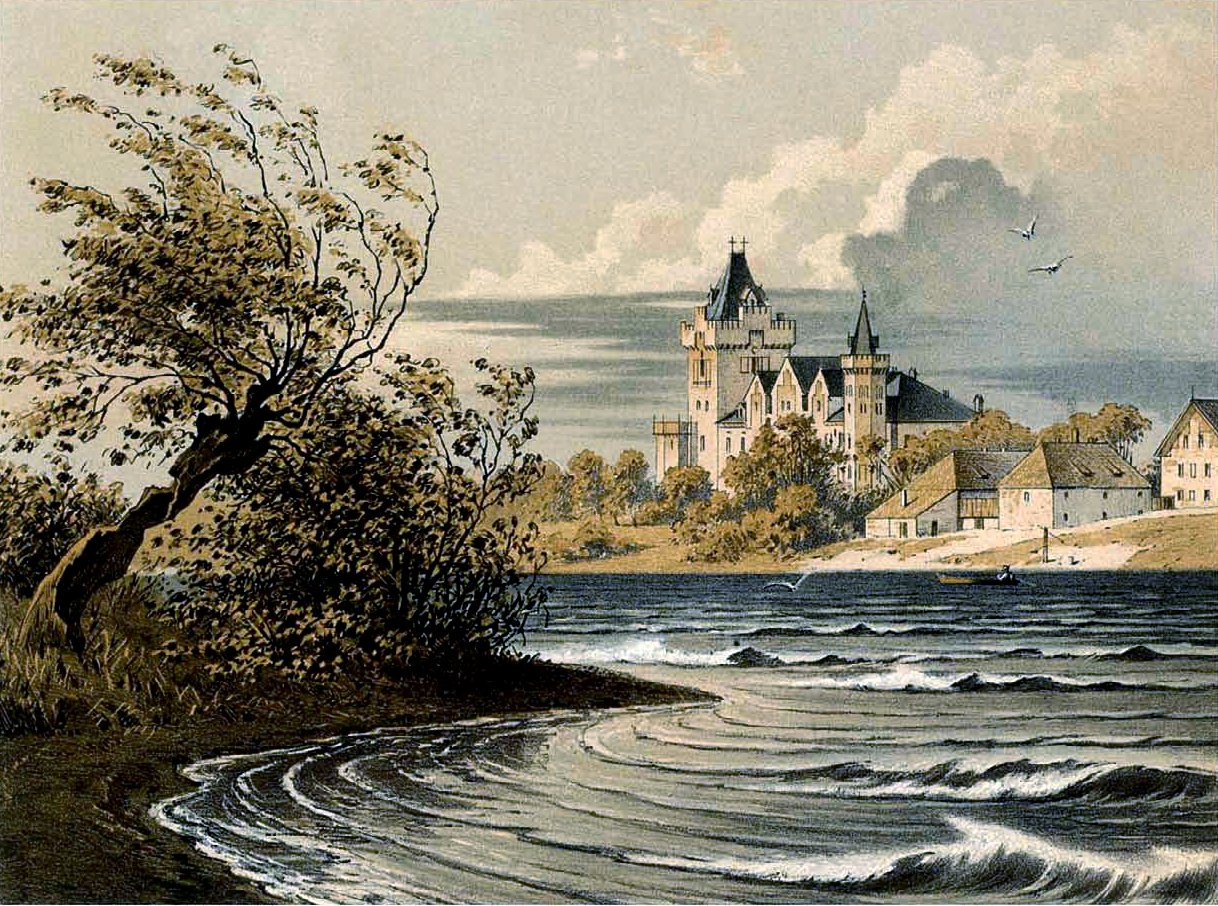
Palac Jeschkendorf, Alexander Duncker

Pierwsze wzmianki o Jaśkowicach Legnickich w dokumentach pisanych pochodzą z 1413 r. Pierwotnie miejscowość była notowana jako Jeschkindorff, później Jeschkendorf.
W XVIII wieku Jaśkowice należały do rodziny von Heinze. Właściciela zmieniły w 1842 r., gdy wieś wykupił pułkownik Von Schikfuss z Nowej Wsi (Neudorf). W 1844 r. przez wieś przeprowadzono linię kolejową z Wrocławia do Legnicy, później przedłużoną do Berlina. Od końca XIX wieku, za sprawą wybudowanego nad jeziorem ośrodka wypoczynkowego (z kąpieliskiem, restauracją i przystanią gondol), wieś stała się popularnym miejscem wypoczynku legniczan.
Po II wojnie światowej miejscowość zatraciła swój letniskowy charakter. W trakcie działań wojennych Armia Czerwona zniszczyła m.in. położony na wzniesieniu nad jeziorem zamek.

## Komunikacja
We wsi znajduje się czynny przystanek kolejowy Jaśkowice Legnickie na linii kolejowej 275. Ponadto komunikację zapewniają prywatne połączenia mikrobusowe do Legnicy oraz MPK Legnica wariantowymi kursami linii nr 23.

## Szlaki turystyczne
Przez Jaśkowice Legnickie przebiegają następujące szlaki turystyczne:
- Szlak Dookoła Legnicy – odcinek V Przybyłowice – Koiszków – Raczkowa – Gniewomierz – Koskowice – Grzybiany – Rosochata – Jaśkowice Legnickie (17,5 km);
- Szlak Dookoła Legnicy – odcinek I Jaśkowice Legnickie – Jezioro Kunickie – Spalona – Bieniowice – Szczytniki nad Kaczawą – Buczynka – Raszówka (22,5 km);
- Rowerowy Szlak Klasztorny z Winnicy (27,3 km na południowy zachód) do Lubiąża (13,5 km na północny wschód od Jaśkowic)[9];